# Бад-Фігаун
Бад-Фігаун (Bad Vigaun) —  містечко та громада в австрійській землі Зальцбург. Містечко належить округу Галлайн.

Бад-Фігаун на мапі округу та землі.